# つちまる
つちまるは、茨城県土浦市の公式マスコットキャラクターである。土浦市の特産品であるレンコンをモチーフにした小動物の姿をしており、首には土浦市の市章の入ったスタイをつけている。スタイの青色は霞ヶ浦をイメージしている。また、市の花であるサクラのアクセサリーをつけている。丸い顔と真ん丸な目が特徴である。ゆるキャラグランプリ2011では153位に入賞した。

## 公式プロフィール[3]
- 名前：つちまる
- 年齢：永遠の1歳6ヶ月
- 誕生日：2010年11月3日
- 住んでるところ：土浦市
- 趣味：各地のイベント巡り
- 好きなたべもの：カレー、常陸秋そば
- お気に入り：スタイのコーディネート
- チャームポイント：つぶらな瞳とよちよち歩き
- 制作意図：日本一の生産量を誇る土浦市の特産品「レンコン」をモチーフに可愛い小動物のマスコットに描きました。首には土浦市の市章の入ったスタイをつけています。青色は霞ヶ浦をイメージ。また市の花「サクラ」のアクセサリーをつけ全国に土浦市を元気よくアピール。着ぐるみにも制作しやすいシンプルで親しみやすいデザインです。幅広い年代に愛されるキャラクターです。丸い顔とまんまるの目が特徴の『つちまる』です。

## 誕生
平成22年11月3日、土浦市の市制施行70周年を記念して、全国にイメージキャラクターと愛称を募集して、応募総数825点の中から、大阪市の福添あゆみの「つちまる」が最優秀賞に選ばれた。
- 市の花「サクラ」のアクセサリーをつけ全国に土浦市を元気よくアピール。 着ぐるみにも制作しやすいシンプルで親しみやすいデザインです。 幅広い年代に愛されるキャラクターです。 丸い顔とまんまるの目が特徴の『つちまる』です。

市制施行70周年記念式典で着ぐるみが披露され、以後、各イベントに登場している。
平成23年2月7日には、特別住民票が交付されている。